# Département d'Independencia (La Rioja)
Pour les articles homonymes, voir Independencia.
Le département d'Independencia est une des 18 subdivisions de la province de La Rioja, en Argentine. Son chef-lieu est la ville de Patquía.
D'une superficie de 7 120 km2, le département comptait 2 045 habitants au recensement de 2001 ; sa population était estimée à 2 473habitants en 2007).